# 2779 Mary
2779 Mary è un asteroide della fascia principale. Scoperto nel 1981, presenta un'orbita caratterizzata da un semiasse maggiore pari a 2,2123413 UA e da un'eccentricità di 0,0627828, inclinata di 3,89114° rispetto all'eclittica.
Dal 28 gennaio al 28 marzo 1983, quando 2835 Ryoma ricevette la denominazione ufficiale, è stato l'asteroide denominato con il più alto numero ordinale. Prima della sua denominazione, il primato era di 2735 Ellen.
L'asteroide è dedicato a Maryanna Ruth Thomas, moglie dello scopritore.